# Betsy Blair

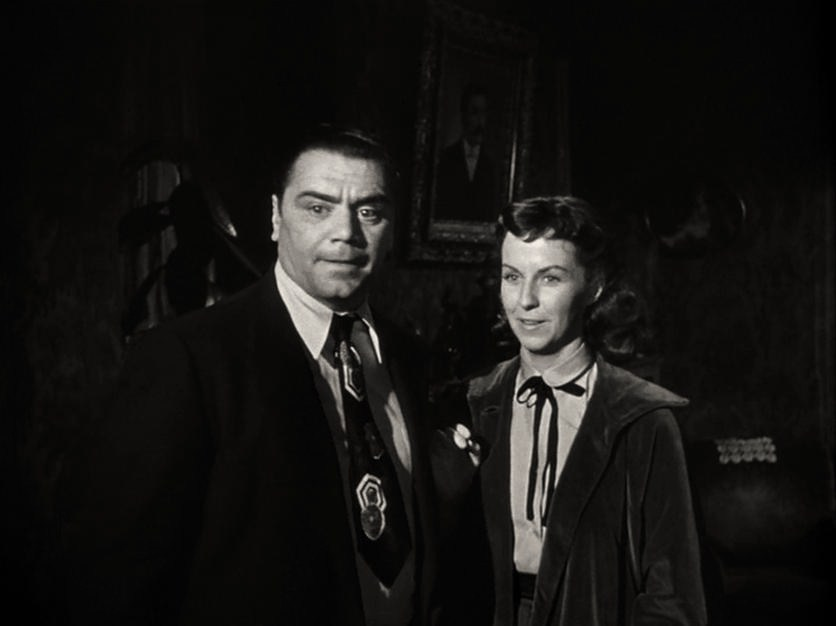
Cu Ernest Borgnine Într-o scenă din filmul Marty

Betsy Blair pe numele adevărat Elizabeth Winifred Boger (n. 11 decembrie 1923, Cliffside Park⁠(d), New Jersey, SUA – d. 13 martie 2009, Londra, Anglia, Regatul Unit) a fost o actriță americană de film și teatru, stabilită la Londra. Printre cele mai cunoscute filme ale sale se numără Groapa cu șerpi (1949), Marty (1955), Strada mare (1956) și Strigătul (1957).

## Biografie
Betsy Blair, fiica unei profesoare și a unui agent de asigurări, a apărut ca dansatoare deja la vârsta de opt ani. De la vârsta de doisprezece ani a lucrat și ca model pentru agenția John Robert Powers. Blair a absolvit liceul când avea 15 ani. Pentru a face o punte de timp până la studii universitare, ea a continuat să lucreze ca dansatoare la sfatul mamei sale. În 1940, Blair a cântat la Billy Rose's Diamond Horseshoe, un club de noapte din Times Square din New York City, unde Gene Kelly a lucrat pe post de coregraf.
La scurt timp mai târziu, la vârsta de 17 ani, s-a căsătorit cu Kelly și a avut o fiică, născută în 1942, care mai târziu a devenit psihanalist, Kerry Kelly Novick. Blair a apărut în diferite producții de pe Broadway, inclusiv Menajeria de sticlă de Tennessee Williams și Richard al II-lea) de William Shakespeare. La sfârșitul anilor 1940, a primit primele sale roluri de film, inclusiv The Guilt of Janet Ames (1947) de Henry Levin și Another Part of the Forest de Michael Gordon (1948), în care a fost văzută alături de actori cunoscuți precum Fredric March și Rosalind Russell.
Cariera cinematografică a lui Blair a fost zguduită în anii 1950, când a fost inclusă pe lista neagră timp de câțiva ani în timpul erei McCarthy. La vârsta de 16 ani, actrița a participat săptămânal la un grup de studiu marxist din New York și, în anii următori, s-a alăturat unor organizații de stânga, precum Joint Anti-Fascist Refugee Committee, Sleepy Lagoon Committee și Civil Rights Congress (Congresul pentru Drepturile Civile). Aproape că și-a pierdut rolul feminin în filmul Marty (1955) al lui Delbert Mann, câștigător de Oscar, alături de Ernest Borgnine, pentru care a primit ulterior un premiu al Academiei de Film Britanic și o nominalizare la Oscar.
După ce a divorțat de Kelly în 1957, s-a mutat în Europa. Acolo și-a continuat cariera cinematografică, incluzând Strada mare (1956), regia Juan Antonio Bardem sau Strigătul (1957) de Michelangelo Antonioni. După ce s-a căsătorit cu regizorul de film Karel Reisz în 1963, a lucrat ca actriță doar sporadic. Din căsătorie, s-a născut o fiică. La sfârșitul anilor 1970, Blair s-a specializat și a practicat ca logoped la Central School of Speech and Drama din Londra. În 2003, ea și-a publicat autobiografia, The Memory of All That: Love and Politics in New York, Hollywood, and Paris. 
Blair a cedat complicațiilor cauzate de cancer în 2009, la vârsta de 85 de ani.

## Filmografie selectivă

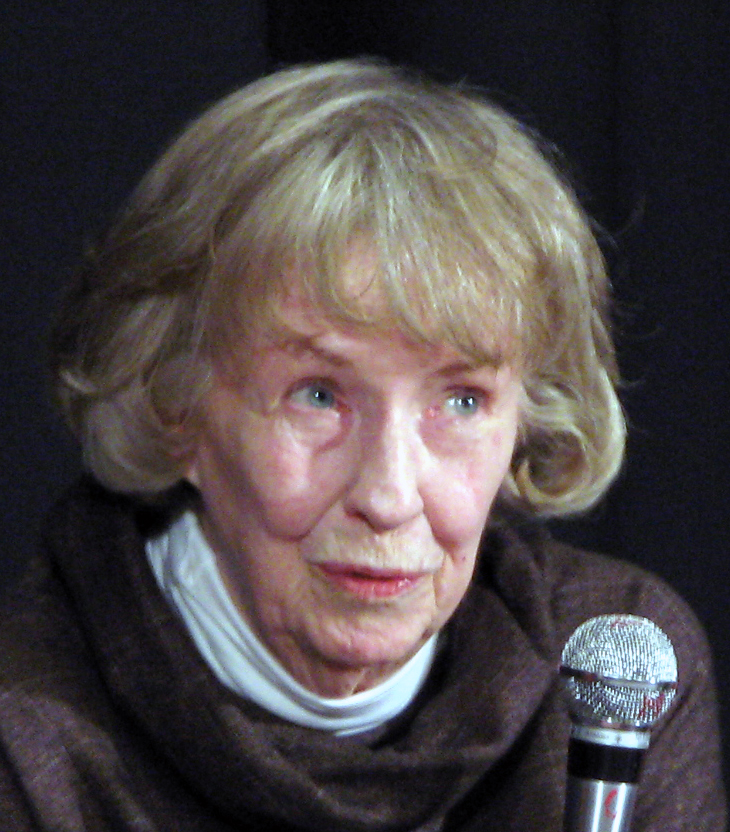
Betsy Blair în 2007

- 1947 The Guilt of Janet Ames, regia Henry Levin
- 1947 A Double Life (A Double Life), regia George Cukor
- 1948 Another Part of the Forest, regia Michael Gordon
- 1949 Groapa cu șerpi (The Snake Pit), regia Anatole Litvak[14]
- 1950 Strada misterelor (Mystery Street), regia John Sturges[15]
- 1950 No Way Out (No Way Out), regia Joseph L. Mankiewicz
- 1951 Kind Lady, regia John Sturges
- 1955 Marty (Marty), regia Delbert Mann
- 1956 Rencontre à Paris, regia Georges Lampin
- 1956 Strada mare, regia Juan Antonio Bardem
- 1957 The Halliday Brand, regia Joseph H. Lewis
- 1957 Strigătul (Il grido), regia Michelangelo Antonioni
- 1960 Lies My Father Told Me, regia Don Chaffey
- 1960 I delfini, regia Francesco Maselli
- 1962 All Night Long, regia Basil Dearden
- 1962 Senilità, regia Mauro Bolognini
- 1969 Mazel Tov ou le mariage, regia Claude Berri
- 1973 Echilibru fragil (A Delicate Balance), regia Tony Richardson
- 1978 Gejaagd door de winst (of het A.B.C. van de moderne samenleving), regia Robbe De Hert și Guido Hendericks
- 1986 Flight of the Spruce Goose, regia Lech Majewski
- 1986 Discesa all'inferno (Descente aux enfers), regia Francis Girod
- 1988 Trădat din dragoste (Betrayed), regia Costa-Gavras[16]